# 商建亮
商建亮，男，中共政治人物丶軍事人物丶中共黨員

## 生平
歷任中國人民解放軍空軍預警學院政委、政治部主任，授中國人民解放軍空軍少將軍銜。   